# Clavija nutans
Clavija nutans là một loài thực vật có hoa trong họ Anh thảo. Loài này được (Vell.) B.Ståhl mô tả khoa học đầu tiên năm 1984.